# イスマイル・カダレ
イスマイル・カダレ（Ismail Kadare 1936年1月28日 - 2024年7月1日）は、アルバニアの小説家。アルバニア文学を代表する作家としての地位を占めている。

## 人物像
アルバニア南部の都市であるジロカストラに生まれる。ティラナ大学で文学及び歴史学を学んだ後、モスクワのマクシム・ゴーリキー世界文学研究所に留学したが、ニキータ・フルシチョフのアルバニア批判により両国関係が悪化し、1960年帰国。
第二次世界大戦中のパルチザンを描いた『死者の軍隊の将軍』（1963年）や、『城』（1970年）、『夢宮殿』（1981年）など、アルバニアの歴史や社会情勢を踏まえた著作がヨーロッパで有名となる。アルバニア労働党の一党独裁体制下で、発禁・海外翻訳禁止処分や国内での地方追放などの弾圧を受けたが、同体制が崩壊した1990年からは一時フランスに亡命しパリに在住、1992年には帰国した。1990年代には政界から大統領になるよう求められたが、カダレ本人は断った。
2005年に創設されたブッカー賞の国際版であるブッカー国際賞の第1回受賞者に選出された。2016年レジオンドヌール勲章を受勲。
2024年7月1日朝、アルバニアの首都・ティラナのアパートにある自宅で亡くなっているところを親戚に発見された。自然死と見られる。88歳没。

## 受賞歴
- 1992年 チーノ・デル・ドゥーカ世界賞
- 2005年 ブッカー国際賞
- 2009年 アストゥリアス皇太子賞文学部門
- 2015年 エルサレム賞
- 2019年 朴景利文学賞
- 2020年 ノイシュタット国際文学賞

## 主な作品
- 『大いなる孤独の冬』(Dimri i vetmisë së madhe)
- 『死者の軍隊の将軍』(Gjenerali i Ushtrisë së Vdekur 1963年)
  - 2009年 井浦伊知郎 訳 松籟社、東欧の想像力
- 『城』 (Kështjella 1970年)
- 『石の年代記』(Kronikë në gur 1971年)
- 『砕かれた四月』(Prilli i Thyer 1980年)
  - 1995年 平岡敦 訳 白水社／白水Uブックス 2025年
- 『夢宮殿』(Pallati i ëndrrave 1981年)
  - 1994年 村上光彦 訳 東京創元社／創元ライブラリ文庫 2012年
- 『誰がドルンチナを連れ戻したか』 1986年
  - 1994年 平岡敦 訳 白水社
- 『草原の神々の黄昏』 1996年
  - 1996年 桑原透 訳 筑摩書房
- 『独裁者の召喚』(Kur sunduesit grinden)